# 中英管弦樂團
中英管弦樂團於1947年由中英學會成立，隸屬於中英學會音樂組，是香港首隊職業樂團香港管弦樂團的前身。成立不久樂團即邀請自英返港的白德醫生（Dr. Solomon Bard）出任指揮，於1948年4月30日於聖士提反女子中學禮堂首演。樂團致力以音樂活動團結香港社會上各個族群以及普及古典音樂，填補本地管弦樂演奏活動的空白。
1953年，曾先後擔任上海工部局樂團（今上海交響樂團）樂團首席及指揮的意大利音樂家富亞從上海到香港定居，白德醫生遂邀請富亞出任指揮，自己改任樂團首席。1957年，因發展漸圯成熟，樂團決定從中英學會獨立。從母會獨立之樂團定名為香港管弦樂團，並以「香港管弦協會」之名為其管治機構註冊。

## 歷任指揮
- 白德（Dr. Solomon Matthew Bard，1947年至1953年）
- 富亞（Arrigo Foa，1953年至1957年）